# Baby I
«Baby I» es una canción de la cantante estadounidense Ariana Grande, fue lanzada el 22 de julio de 2013 como el segundo sencillo de su primer álbum de estudio Yours Truly (2013), a través de Republic Records. Fue escrita por Kenneth «Babyface» Edmonds, Antonio Dixon y Patrick «J. Que» Smith y producida por los dos primeros. La canción fue escrita inicialmente para la cantante Beyoncé, pero la rechazó. «Baby I» es una canción pop y R&B con tambores, cuernos y un ritmo sincopado. También contiene un ritmo inspirado en los años 90. Líricamente, la canción trata de no poder expresar plenamente tus sentimientos hacia alguien que amas. La canción fue bien recibida por los críticos de música que complementaron el sonido de «retroceso» de la canción, mientras que otros elogiaron las voces de Grande, comparándola con la cantante Mariah Carey y en menor medida con Beyoncé.
Comercialmente, debutó en la vigésima primera posición del conteo Billboard Hot 100, y simultáneamente en la sexta de la lista Digital Songs. Sin embargo, no contó con posiciones notables alrededor del mundo y su estadía en las listas fue mínima. La canción recibió certificación oro por la RIAJ en Japón y platino en Estados Unidos por la RIAA. Para su promoción, Grande estrenó un videoclip dirigido por Ryan Pallota el 6 de septiembre de 2013 en la plataforma Vevo. El vídeo fue bien recibido por los críticos que complementaron el estilo de Grande y el concepto del vídeo. De acuerdo con Grande, quería representar «la brisa de los vídeos musicales de principios de los 90» y citó el estilo del actor Will Smith y el grupo TLC como dos fuentes de inspiración. En el vídeo Grande aparece bailando por la calle junto a más bailarines vistiendo un top y short. «Baby I» fue interpretada por primera vez en vivo junto a «The Way» el 25 de agosto en la alfombra roja de los MTV Video Music Awards 2013.

## Antecedentes y composición
El 15 de julio de 2013, Ariana Grande anunció a través de su cuenta de Twitter que «Baby I» sería lanzado como segundo sencillo de su álbum Yours Truly el 22 del mismo mes. Hablando con MTV, la cantante dijo que la canción era «más sofisticada» que su anterior sencillo «The Way», y que también hace recordar a los años 90. Concretamente, comentó:

«La amo. [La canción] me hizo sentir como en los 90, Aaliyah, Destiny's Child. Me gusta que tenga una sensación de volver en el tiempo [...] Y ahí fue cuando crecí y fue como una canción de bienestar para mí. Y amo lo que dice. Me encanta que se trate sobre estar tan enamorado de alguien que simplemente no sabes qué decirle. Creo que es realmente tierno. Reí la primera vez que escuché la letra [...] Personalmente, cuando se trata de expresarme a otras personas, especialmente si se trata de del comienzo de un enamoramiento o el inicio de una relación, estoy tan torpe y nerviosa justo así. Siempre estoy tan nerviosa de expresarme que siento que esa canción es muy yo en ese sentido».

Musicalmente, «Baby I» es una canción pop y R&B con estilos teen que cuenta con una duración total de tres minutos con diecisiete segundos. La compusieron y produjeron Babyface, Antonio Dixon y J. Que juntos. Se establece en un ritmo síncopa con un ambiente veraniego bastante amplio que deja espacio para las notas altas de Grande. De acuerdo con la partitura publicada por Sony/ATV Music Publishing en el sitio web Musicnotes, la canción tiene un tempo andante de 100 pulsaciones por minuto y está compuesta en la tonalidad de Re bemol mayor a Re mayor. El registro vocal de Grande se extiende desde la nota re bemol (re♭4) hasta Fa sostenido o Sol bemol mayor(Fa#6).

## Recepción

### Comentarios de la crítica

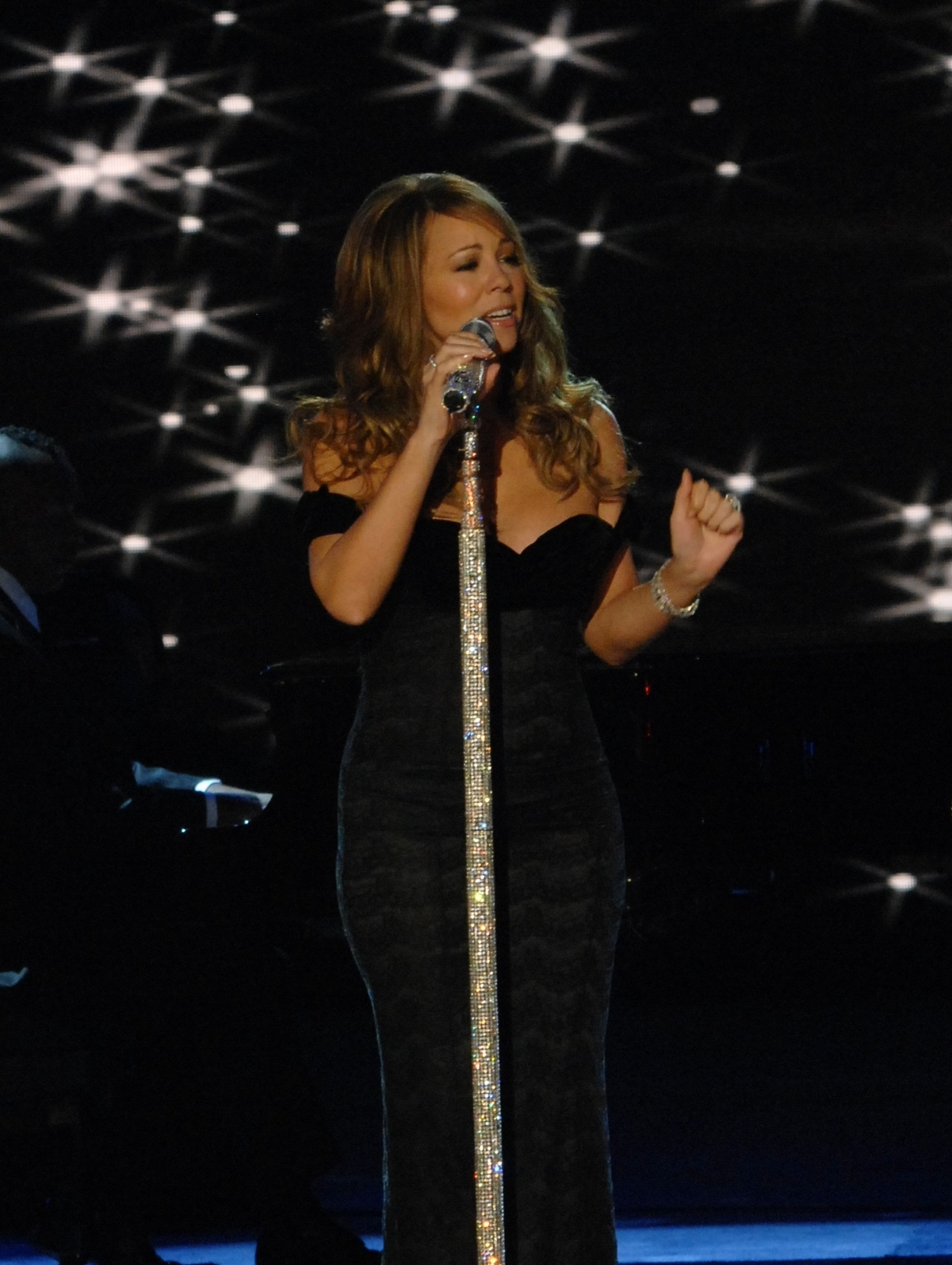
Muchos críticos compararon el tema con los trabajos de Mariah Carey, así como también su voz y rango vocal.

Bill Lamb de About.com dijo que: «Ariana Grande se desliza en un cómodo lugar entre los trabajos de Mariah Carey y Beyoncé. Hay una dulzura sexy atractiva de fondo en su voz segura. Sin embargo, su talento merece una canción más fuerte. «Baby I» se siente un poco como una oportunidad perdida». Lamb también agregó que: «Las palabras y el estribillo son menos que memorables. Un gran inicio de fanfarria conduce a lo que parece una pintura por número copia de los éxitos viejos de Mariah Carey. La inspiración y originalidad son escasas. Los momentos más emocionantes son en la sección final cuando Ariana Grande tiene la oportunidad de mostrar su rango y nos deja con una risita divertida al final». A pesar de sus comentarios generalmente negativos, Lamb le otorgó tres estrellas y media de cinco a la canción. Sam Lansky de Idolator comentó que: «"Baby I" se siente tan ligera y aireada como [se sintió] "The Way", aun cuando su extraordinaria interpretación vocal presta un peso adicional. Las comparaciones con Mariah Carey están empezando a cansar, pero realmente, ¿quién más tiene un rango como ese?». Lansky señaló que la instrumentación del inicio de la canción suena exactamente como «Get Sexy» de Sugababes. Amy Sciarretto de PopCrush también notó la influencia de Mariah Carey en el tema, y comentó que: «El sencillo es más maduro, tanto musicalmente como líricamente para Grande, pero dado el hecho de que hay un alma vieja atrapada en su cuerpo, es exactamente el tipo de tema que necesita. Su voz es una conductora capaz, y esta pista le permite hacer precisamente eso. Ella canta sobre el amor creíble, incluso si ella es joven y solo ha tenido sus primeras experiencias con la emoción. Ella sabe cómo empaquetar una vida entera de sentimientos en esa voz». Carolyn Menyes de Mstarz dijo que:

«"Baby I" sigue atrayendo las comparaciones con Mariah Carey para la cantante de "The Way". Su voz R&B entrecortada, con su amplio rango y mezcla de susurros cercanos y fuerza poderosa prueban que podría ser muy bien una de las nuevas promesas del R&B».

Kyle Anderson de Entertainment Weekly dijo que «Baby I» hace el argumento a favor de Grande como la «nueva Mariah Carey», escribió: «Su rango no está en ningún lugar cercano al que Carey estaba en su [mejor momento] (las pistas en el final de "Baby I" suenan como si la empujaran al límite), pero su habilidad para cambiar entre susurros y cantos a todo pulmón [dan] en el clavo». Un escritor del diario Huffington Post comentó que: «Lo hemos dicho antes y lo diremos de nuevo: Ariana está canalizando algunas serias vibras de la Mariah Carey de los 90 en su nueva música, de la mejor forma posible». El sitio web The Honesty Hour escribió que: «"Baby I" es un gran sucesor para "The Way", y me da una mejor idea de qué esperar de Yours Truly. Al igual que el primer sencillo, el nuevo sencillo tiene tanto sabor urbano como pop. En comparación con sus contemporáneos cerca de la misma edad, la habilidad vocal de Grande es más avanzada y lo luce con este maduro arreglo».

### Recibimiento comercial
Debutó en la sexta posición del conteo Digital Songs de los Estados Unidos, al vender aproximadamente 141 000 copias. Anteriormente, Grande alcanzó la misma posición con «The Way», que vendió 219 000 ejemplares en una semana, esto convirtió a Grande en la única artista femenina que logró debutar dos sencillos en el top 10 de Digital Songs durante el 2013. Simultáneamente, alcanzó el número veintiuno en la lista Billboard Hot 100, lo que lo convirtió en su segundo top 25, luego de «The Way», que llegó al número nueve. «Baby I» logró alcanzar el número treinta y tres en la lista Dance/Club Play Songs, lo que la convierte en la primera canción de Grande en la lista. En Canadá obtuvo el número cincuenta y siete. Por otro lado, alcanzó el número treinta y nueve en los Países Bajos, sin embargo, se mantuvo una semana en su conteo.

## Vídeo musical
El videoclip de «Baby I» fue dirigido por Ryan Pallotta y filmado durante el domingo 28 y el lunes 29 de julio de 2013. Hablando con MTV, la cantante dijo que tendría un ambiente como el de los 90, donde no había tanta ropa holgada. El videoclip estrenó oficialmente el 6 de septiembre en la cuenta de VEVO de Grande en YouTube. Su trama es básicamente un recorrido de la cantante junto a sus amigos por toda una ciudad, donde se divierten en diversos lugares como un autobús, una terraza y una carretera. A lo largo del vídeo, se intercalan escenas donde Grande está de espaldas a un atardecer y también en una gran fiesta.

## Posicionamiento en listas

### Listas semanales
| Lista (2013–14)                       | Mejor posición |
| ------------------------------------- | -------------- |
| Australia (ARIA)                      | 67             |
| Canadá (Canadian Hot 100)             | 57             |
| Estados Unidos (Billboard Hot 100)    | 21             |
| Estados Unidos (Digital Songs)        | 6              |
| Estados Unidos (Hot Dance Club Songs) | 18             |
| Estados Unidos (Rhythmic)             | 28             |
| Estados Unidos (Streaming Songs)      | 17             |
| Japón (Japan Hot 100)                 | 6              |
| Países Bajos (Dutch Tipparade)        | 39             |
| Reino Unido (UK Singles Chart)        | 145            |
| Reino Unido (UK R&B Chart)            | 26             |

### Listas de fin de año
| Lista (2014)          | Posición |
| --------------------- | -------- |
| Japón (Japan Hot 100) | 38       |

## Certificaciones
| País           | Organismo certificador | Certificación | Ventas certificadas | Ref.   |
| -------------- | ---------------------- | ------------- | ------------------- | ------ |
| Estados Unidos | (RIAA)                 | Platino       | 1 000 000           | [ 28 ] |
| Japón          | (RIAJ)                 | Oro           | 100 000             | [ 29 ] |

## Historial de lanzamiento
| País           | Fecha               | Formato                     | Discográfica     | Ref.   |
| -------------- | ------------------- | --------------------------- | ---------------- | ------ |
| Estados Unidos | 22 de julio de 2013 | Descarga digital, Streaming | Republic Records |        |
| Estados Unidos | 6 de agosto de 2013 | Contemporary hit radio      | Republic Records | [ 30 ] |